# Bey (Ain)
Bey – miejscowość i gmina we Francji, w regionie Owernia-Rodan-Alpy, w departamencie Ain.

## Demografia
Według danych na styczeń 2012 r. gminę zamieszkiwało 271 osób, a gęstość zaludnienia wynosiła 97,8 osób/km².